# شرکت انرژی مغولستان
شرکت انرژی مغولستان (انگلیسی: Mongolia Energy Corporation) شرکت معدن زغال‌سنگ هنگ کنگی است، که در سال ۱۹۷۲ تأسیس شد.